# Спасоје Дрењанин
Спасоје Дрењанин (познатији под надимком Зека Дрењанин; Остружница, 1896 – Барич, 28. децембар 1945) је био српски и југословенски кафеџија, резервни наредник Југословенске војске и командант 1. батаљона Посавске бригаде Авалског корпуса Југословенске војске у Отаџбини. Одговоран је за масакр у Вранићу из децембра 1943. године.

## Биографија

### Пре рата
Спасоје Зека Дрењанин је рођен 1896. године у Остружници. Бавио се кафеџијским послом.

### Други светски рат
У Другом светском рату, Дрењанин је био командант 1. батаљона Посавске бригаде Авалског корпуса Југословенске војске у Отаџбини. Код Дрењанина је владала велика недисциплина и лична самовоља, па је тако Угљеша Крстић, некадашњи припадник ЈВуО, сведочио:
...и ми омладинци зазирали смо од његових кабадахија.— Угљеша Крстић

### Масакр у Вранићу
Дана 20. маја 1943. године, Дрењанин се са својом пратњом налазио у кући Чедомира Васића у Вранићу, када су га напали партизани. У борби су погинули сви пратиоци и домаћин Васић, док је Дрењанин био рањен. Такође, погинуо је и Голубан Пауновић, командир партизанске чете.
У ноћи 20. на 21. децембар 1943. године, 1. батаљон Посавске бригаде Авалског корпуса на челу са Дрењанином је извршио покољ над 67 особа (16 млађих од 18 година) у 14 кућа у Вранићу, над породицама које су по непознатом критеријуму означене као сарадници и симпатизери партизана. Убијен је и Бошко Јоксић, локални сељак из Вранића и припадник ЈВуО, који је одбио да учествује у масакру над својим земљацима.

### Погибија
Дрењанин је одбио наређење Врховне команде ЈВуО да крене за Босну, па се одметнуо од остатка Авалског корпуса и остао на матичном терену. Погинуо је 28. децембра 1945. године у Баричу, у борби са агентима Озне који су опколили кућу у којој се налазио, а затим побили и целу породицу јатака који је скривао Дрењанина.